# Вау-ан-Намус

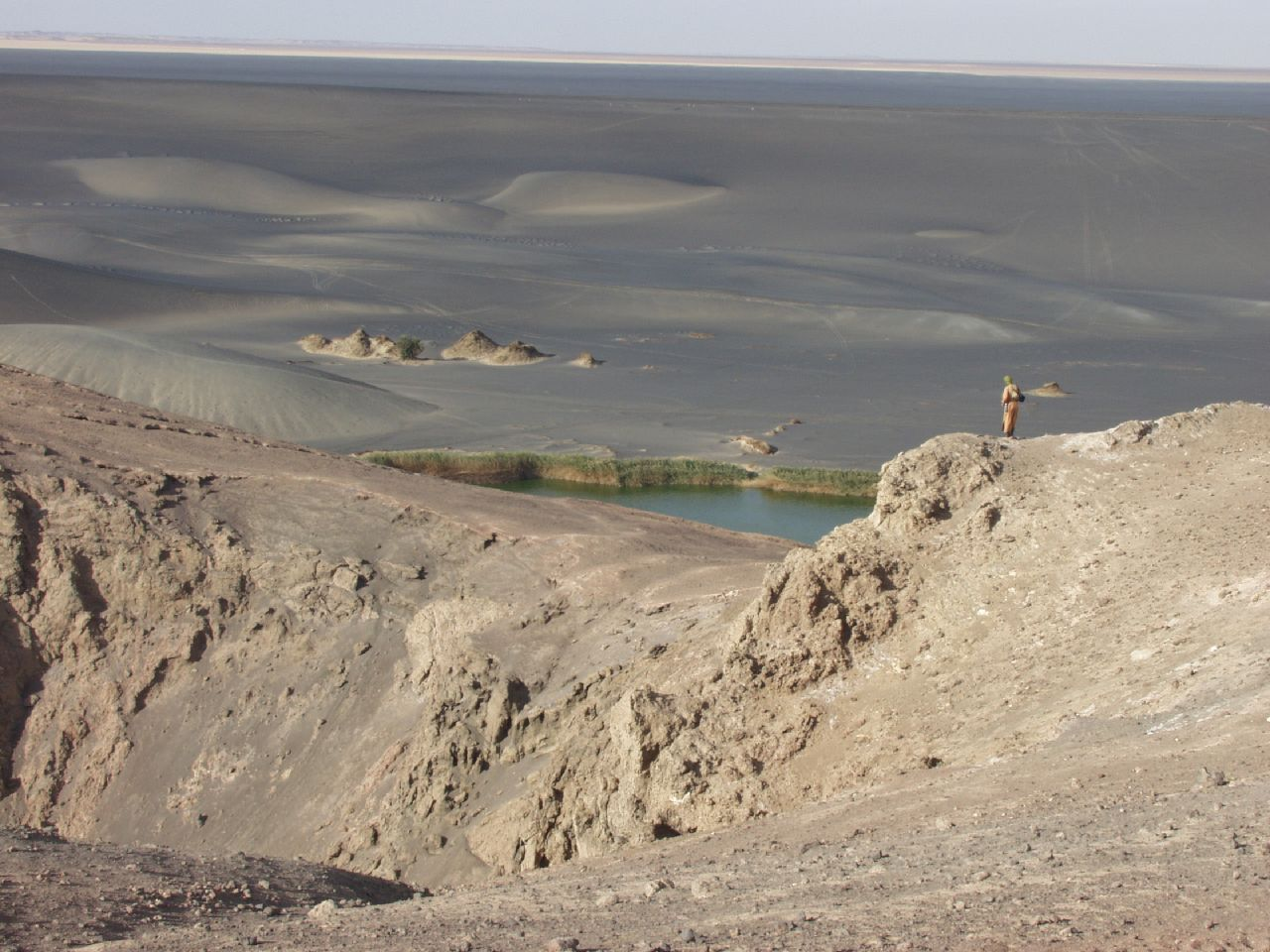
Вау-ан-Намус

24°54′ пн. ш. 17°45′ сх. д. / 24.900° пн. ш. 17.750° сх. д.
Вау-ан-Намус (араб. واو الناموس) — вулканічне поле, конічний вулкан і кальдера на півдні Лівії, поблизу географічного центру Сахари. Всередині кальдери є густа рослинність і три невеликих солоних озера різних кольорів, що послужило причиною такої назви вулкана. Навколо кальдери на 10—20 км простягається область, вкрита темною базальтовою тефрою. Через її величезний розмір її добре видно з космосу.
Деякі геологи пояснюють розквіт виробництва заліза культури Нок покладами заліза поблизу південно-західної межі цієї геологічної структури.
Вау-ан-Намус — місцевий туристичний об'єкт зі зростаючою популярністю.